# British Transport Commission
A British Transport Commission (BTC) foi criada por Clement Attlee. O seu dever geral no âmbito do Transport Act de 1947 foi o de fornecer "uma eficiente, adequado, econômico e devidamente integrado sistema público de transporte terrestre e instalações portuárias na Grã-Bretanha para os passageiros e mercadorias, excluindo os transportes por via aérea.